# ピアノの音響特性
ピアノの音響特性（ピアノのおんきょうとくせい、英: Piano acoustics）では、ピアノが持つ音に影響を与える物理的な特性について解説する。

## 弦の長さと重さ

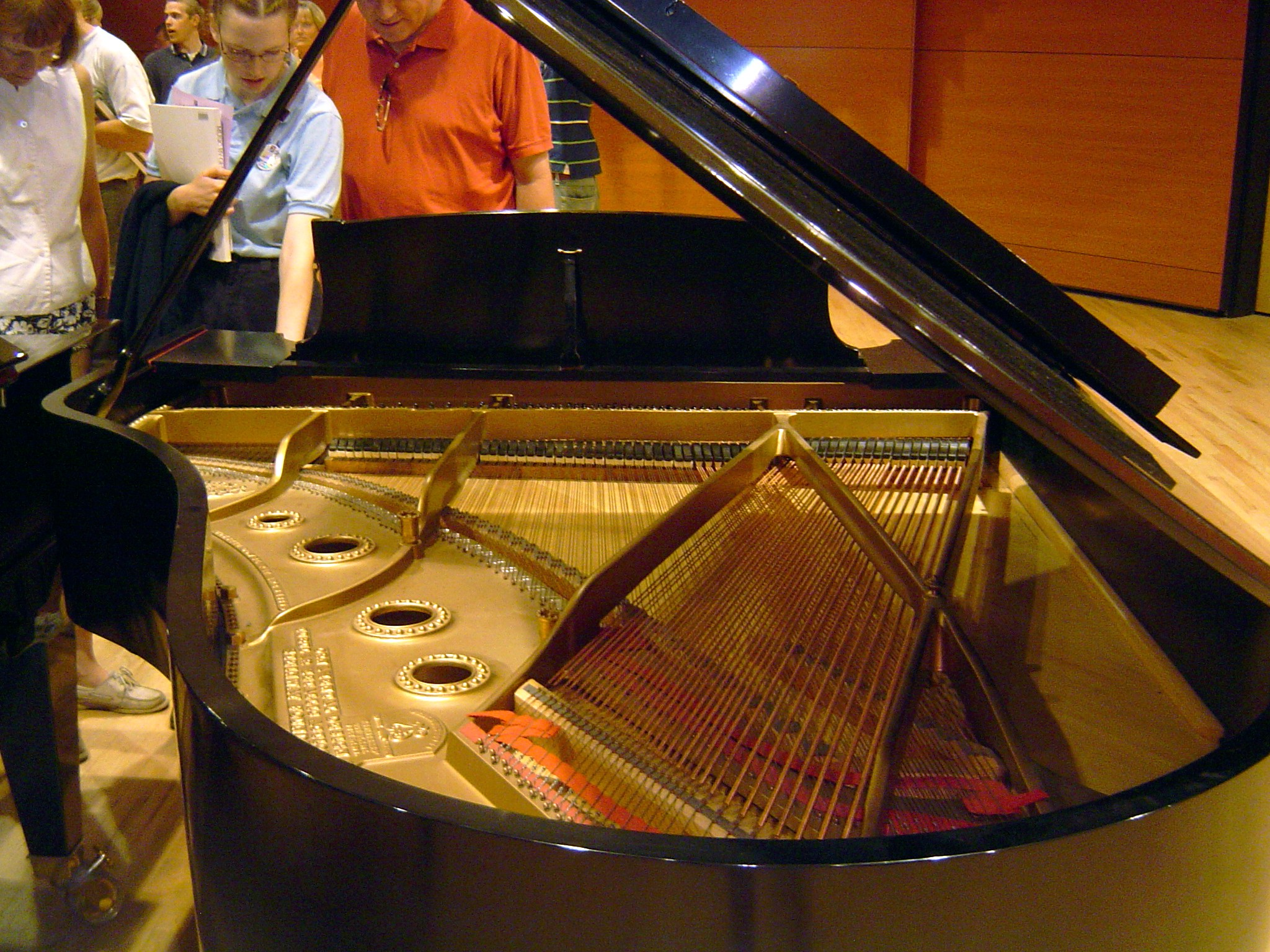
多くのオクターブが1枚の響板に収めることができるようにするため、弦の長さと太さは様々である。

ピアノの弦は高音域から低音域まで一定の太さではなく、低音弦は高音弦よりも太いものが使用されている。典型的な弦の太さの範囲は、最高音の弦の1/30インチ（0.85 mm）から最低音の弦の1/3インチ（8.5 mm）である。このように音域によって弦の太さを変えることは、音域の広いピアノにおいて一般的に用いられている。
弦の太さが異なれば、弦の単位長さ当たりの質量にも違いが出る。弦は、たとえ長さが同じであっても、そして全く同じ強さの張力で張られていたとしても、単位長さ当たりの質量によって、打弦した時に発生する定在波の基本振動数が異なる。単位長さ当たりの質量が重い弦は、同じ強さの張力で張られた同じ長さの軽い弦と比べて、遅く振動する。結果として、単位長さ当たりの質量が重い弦は、打弦した時に発生する定在波の基本振動数も低下し、より低音が出る。
このことは、定在波の基本振動数をf、弦の長さをL、弦の張力をF、弦の単位長さ当たりの質量をmとした時、ピアノの弦は両端が固定されているため、以下の関係式が成り立つ。
{\displaystyle f={\frac {1}{2L}}{\sqrt {\frac {F}{m}}}}
この関係式から明らかである。
仮に、同じ強さの張力で張られた、単位長さ当たりの質量が同じで、片方がもう片方の2倍の長さである2本の弦をピアノに使用した時のことを考えてみる。この2本の弦を打弦すると、上記の関係式から、長い方の弦は短かい方の弦よりも1オクターブ低い音高を基本振動数として振動することが判る。しかしながら、この原理だけを使ってピアノを設計した場合、低音弦を合理的な大きさの枠に収めることは難しい。なぜなら、現代のピアノの音域は7オクターブを超えている。もし6オクターブの音域を、弦の長さを変えることだけで実現しようとしただけでも、最高音の弦に対して、最低音の弦は2の6乗倍の長さ、つまり、64倍の長さが必要になってしまうからだ。さらに、こういった仮想的な巨大ピアノでは、最低音域の弦は振動中に大きく動くため、お互いにぶつかってしまうだろう。そして、「インハーモニシティとピアノのサイズ」で解説しているように、最高音の弦の長さを短くすると、今度は音が悪くなるなどの問題が出てくる。
なお、弦の張力を変えることでも、打弦した時に発生する定在波の基本振動数を変化させられる。単位長さ当たりの質量が同じで、弦の長さも同じである2本の弦の、片方をもう片方の弦の4倍の強さの張力で張れば、打弦した時に起こる基本振動数は2倍になる。しかし、この原理だけを使ってピアノを設計することも現実的ではない。弦を張るフレームが張力に耐え切れずに破損する、弦が張力に耐え切れずに断線するなどの理由で、7オクターブを超える音域の弦を充分に張ることはできないだろう。
ただ、だからと言って、「インハーモニシティとピアノのサイズ」で解説しているように、単純に弦の太さを変えれば良いというものでもない。ピアノの低音弦に巻弦を使用する理由も、ここにある。

## インハーモニシティとピアノのサイズ
振動するものはすべて、基本周波数だけでなく、さらに高い数多くの周波数での振動を起こす。これらは上音（overtone）と呼ばれる。もし上音が基本周波数の整数倍（倍音、ハーモニクスと呼ばれる）のみであれば、減衰を無視すると振動は周期的となる。ヒトは周期的な振動をもつ音を、心地よい音と感じるようである。このため、ピアノを含む多くの楽器はほとんど周期的な振動を生み出すように、つまり、基音のハーモニクスにできるだけ近い上音を持つように設計される。
理想的な振動弦では、弦上の定在波の基本周波数の波長は弦の太さよりもかなり長く、弦上の波の速度は一定であり、上音の周波数はハーモニクス（倍音）と等しい。多くの楽器が細い弦または細い気柱（管楽器の場合）で構成されているのはこのためである。
しかしながら高い上音になるほど波長は短くなり、波長が弦の直径に近づく。こうなると、弦はむしろ太い金属の棒のように振る舞う。弦の曲げ剛性は張力を増加させるような効果を生み出し、上音の「音高を上げる」ことにつながる。整数倍以上に周波数が上昇した上音は「インハーモニシティ」と呼ばれる不快な効果を生む。インハーモニシティを抑えるためには、弦を細くする、弦を長くする、曲げ剛性の低い材料を選ぶ、弦の張力を上げる、などの方法がある。
弦の太さに関しては、巻弦を使うことで効果的にその影響を低下させることができる。巻弦では、芯線のみの低い曲げ剛性を維持したまま、巻線によって弦の線密度（長さあたりの質量）を増加させられる。より強度の高い材料を使えば、強い張力に耐える細い芯線を作ることができ、インハーモニシティの低減につながる。このような理由から、ピアノ設計者は弦の直径を最小限に抑えるべく、強度と耐久性に優れた高品質のスチールを弦に選択する。
ところで、もし弦の直径、張力、質量、均一性、長さだけで全てが解決できるなら、世の中のピアノはすべて小型のスピネットピアノばかりになるだろう。しかしながら、ピアノ製造業者は、「より長い弦」が楽器の音量、調和性、残響を増やすこと、そして適切に調律された音階を作り出す助けとなることを見い出してきた。
より長い弦を使えば、より長い波長とより優れた音響的特性を得ることができる。このためピアノ設計者は、ケース内に可能な限り長い弦を収めるよう懸命に努力してきた。また敏感なピアノの購買者も、他の条件が同じなら、予算とサイズに合うなかで、できるだけ大きい楽器を手に入れようとする。
インハーモニシティはピアノの中央から離れるほど連続的に増加していくので、ピアノの音域を決定する大きな制限の一要素となっている。低い音域の弦では、ピアノのサイズの制限から長い弦を使うかわりに太い弦を使わざるを得ず、インハーモニシティの問題を受けやすくなってしまう。また、高い音域の弦では細い弦に高い張力をかける必要があるが、ピアノ線の素材である鋼の強度にも限界があるため、理想よりも短く太い弦を選択せざるをえない。それが高音域でインハーモニシティが生じてしまう原因である。
調律師は、ピアノに自然に現れるインハーモニシティを考慮しながら、ピアノの調律を行うことになる。このため、高音域では少し高めに、低音域では少し低めにチューニングされることとなる。

## レイルズバック曲線

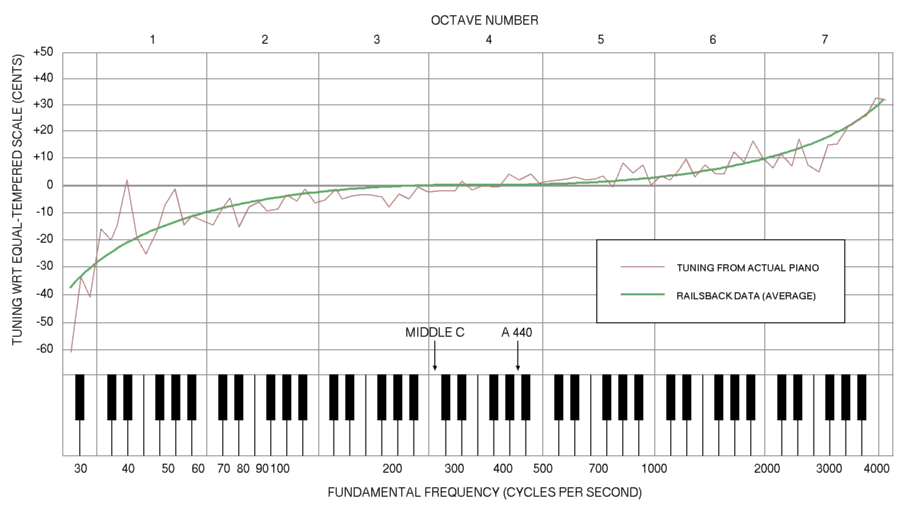
レイルズバック曲線は通常のピアノの調律と平均律とのずれを示している。

O. L. Railsbackによって初めて測定されたレイルズバック曲線（Railsback curve）とは、通常のピアノ調律と平均律（全ての短二度または増一度の周波数比を2の12乗根にした調律）との間の差を表わしたものである。ピアノにおける任意の音について、その音の通常の音高とその平均律における音高とのずれはセント単位（半音の100分の1）で与えられる。
レイルズバック曲線が示すように、オクターブは良好に調律されたピアノでは通常拡がっている。すなわち、平均律と比べて高音はより高く、低音はより低い。レイルズバックは、調律師が音高の正確さに欠けているためという理由ではなく、弦のインハーモニシティが理由で、一般的に、この手法でピアノが調律されていることを発見した。理想的には、音の上音列はその音の基本周波数の整数倍の周波数で構成される。ピアノ弦に現われるインハーモニシティによって一連の上音はそれらが「あるべき」音高よりも高くなる。
オクターブを調律するため、ピアノ技術者は低音側の第1上音と高音側との間のうなりが消えるまで調整しなければならない。インハーモニシティのせいで、この第1上音は（2/1の周波数比を持つ）調和オクターブよりも高い。このため、低音側はより低く、高音側はより高く調律される。そして、ピアニストのテッシトゥーラは一般に3オクターブであるため、ピアノの全ての音を3オクターブ下の音の第8上音とかなり近く調律することが決定的に重要な意味を持つ。
したがって、平均律を反映したオクターブを生成し、楽器のインハーモニシティに対応するため、ピアノ技術者はピアノの中央から伸張調律を始め、音域が移動するにつれてこの伸張が蓄積することで、楽器の最高音と最低音で望ましい伸張がもたらされる。

### レイルズバック曲線の形状
弦のインハーモニシティによってハーモニクスはより高くなるのみであるため（低くはならない）、（関数的にはオクターブにおけるインハーモニシティの積分である）レイルズバック曲線は単調増加する。ピアノの調律は中央から始まるので、レイルズバック曲線はこの領域で緩やかな勾配を持つ。しかし、インハーモニシティを補うためにピアノ調律師がオクターブを伸張するにつれて、伸張は蓄積し、曲線はより明白となる。
弦におけるインハーモニシティは、主に弦の剛性が原因である。長さの減少と太さの増大は共にインハーモニシティに寄与する。ピアノの中音域から高音域では、弦の太さは一定で長さが短かくなるので、これが高音域における顕著なインハーモニシティに寄与する。低音域では、弦の太さが（特に小型のピアノでは）劇的に増大し、これは長い弦で埋め合わせることができず、この音域における大きなインハーモニシティを生む。
低音部において、インハーモニシティに影響する2つ目の要因はピアノの響板の音響インピーダンスによって引き起こされる共鳴である。これらの共鳴はインハーモニシティ効果に正のフィードバックを示す。弦が共鳴周波数のすぐ下の周波数で振動するならば、音響インピーダンスによってさらに低く振動することになり、共鳴周波数のすぐ上の周波数で振動するならば、インピーダンスによってより高く振動することになる。響板は個々のピアノに固有の複数の共鳴周波数を有する。これが、実験的に測定されたレイルズバック曲線における低いオクターブでの顕著な変動に寄与する。

## 複弦
ピアノの最低音域以外の全ての音域では、同一の周波数に調律された複数の弦を有する。すなわち、最低音域以外は、1つの鍵盤に対して2本以上の弦があてがわれており、演奏者がソフトペダルなどを踏まずに通常通り打鍵すると、1つの鍵盤にあてがわれた複数の弦が同時に打弦されて、共に振動する。これによって、立ち上がり-減衰-保持-余韻（ADSR）系において、速くて強い音の立ち上がりと、速い減衰や、長いサステインが可能になる。
3本の弦は3つの基準モードを持つ連成振動子を作る。弦は弱くしか連結していないため、3つの基準モードはかすかに異なる基本周波数を有する。しかし、それらは著しく異なる割合で響板へ振動エネルギーを伝達する。
3本の弦が共に振動している基準モードは、3本全ての弦が同時に同じ方向へ引っ張られるため、エネルギーを伝達する効率が最も高い。これは強い音を出すものの、短時間で減衰する。この基準モードは音の素早いスタッカート「立ち上がり」部を担う。
その他2つの基準モードでは、弦はまとまって動かない（例えば1本は引き上げられ、2本が引き下げられる）。響板へのエネルギー伝達は遅く、ソフトだがほぼ一定なサステインを生じる。

## 屋根
グランドピアノでは、屋根の開閉の度合いを変える場合がある。例えば、合唱などの伴奏では開口部を狭く、ピアノ独奏やピアノ協奏曲などでは広くする。これによって、ある程度、弦や響板から空気中へと放射される音量の変更を試みている。